# Huilongan (sockenhuvudort i Kina, Hunan Sheng, lat 28,89, long 110,18)
Huilongan är en sockenhuvudort i Kina. Den ligger i provinsen Hunan, i den södra delen av landet, omkring 280 kilometer väster om provinshuvudstaden Changsha. Antalet invånare är 6 389. Befolkningen består av 3 014 kvinnor och 3 375 män. Barn under 15 år utgör 23,0 %, vuxna 15-64 år 63 %, och äldre över 65 år 12,0 %.
Runt Huilongan är det ganska tätbefolkat, med 116 invånare per kvadratkilometer. Närmaste större samhälle är Shidixi, 18,7 km norr om Huilongan. I omgivningarna runt Huilongan växer i huvudsak blandskog.
Genomsnittlig årsnederbörd är 1 926 millimeter. Den regnigaste månaden är maj, med i genomsnitt 396 mm nederbörd, och den torraste är december, med 31 mm nederbörd.